# Classe Alessandro Poerio
La classe Alessandro Poerio était une classe de trois croiseurs éclaireurs (en italien : esploratore) construite avant la Première Guerre mondiale pour la Regia Marina.

En 1921 les deux unités survivantes ont été reclassées en tant que destroyers.

## Conception
La précédente classe Nino Bixio ne donnant pas réellement satisfaction au niveau de la vélocité la Regia Marina espère une solution dans un compromis entre croiseur éclaireur et destroyer mais en donnant la priorité d'armement à l'artillerie anti-navire.

La propulsion est basée sur deux groupes de turbines Parsons alimentées par trois chaudières Yarrow. Deux axes entrainent deux hélices tripales de 2,13 m de diamètre pour une puissance de 24 000 ch.

L'armement d'origine comportait 4 canons Vickers Terni de 102 mm (calibre 35) et 8 tubes lance-torpilles De Luca de 450 mm. Dès leur entrée en service, le nombre de tubes fut réduit à 4 pour une augmentation à 6 canons. En 1918, ils furent remplacés par des canons de 102 mm (calibre 45) avec un ajout de deux canon mitrailleurs Vickers de 40 mm.

## Service
- Regia Marina : Les trois unités sont entrées en service au début de la Première Guerre mondiale. Affectées brièvement à la base de Brindisi, elles rejoignent la 4° Division navale à Venise mais sezrvent principalement en mer Adriatique pour diverses missions de blocus, de pose de mines, d'escortes de convois.

Le 16 novembre 1918 le Cesare Rossarol coule sur une mine au cours d'un transfert au port de Pula.
Entre les deux guerres, les deux unités survivantes opèrent des missions en mer Noire et en Mer Égée. En 1921, elles sont reclassées comme destroyers jusqu'à leur radiation. Leur désarmement est prévu pour 1937 mais les deux bâtiments sont transférés à l'Armada espagnole.
- Marine espagnole : L'ex-Alessandro Poerio devient le Teruel et l'ex-Guglielmo Pepe le Huesca.

Le Teruel sera retiré pour démolition en 1948 et le Huesca en 1953.

## Unités
| Nom               | Chantier                                 | Lancement         | Service effectif | destination                                     | Fin de service                           | Photo |
| ----------------- | ---------------------------------------- | ----------------- | ---------------- | ----------------------------------------------- | ---------------------------------------- | ----- |
| Alessandro Poerio | Chantier naval de Sestri Ponente à Gênes | 4 août 1914       | 25 mai 1915      | transfert à l'Armada espagnole en 1937 (Huesca) | rayé des listes en 1953 pour destruction |       |
| Cesare Rossarol   | Chantier naval de Sestri Ponente à Gênes | 15 août 1914      | 1er août 1915    |                                                 | coulé sur mine le 16 novembre 1918       |       |
| Guglielmo Pepe    | Chantier naval de Sestri Ponente à Gênes | 17 septembre 1914 | 20 août 1915     | transfert à l'Armada espagnole en 1937 (Teruel) | rayé des listes en 1948 pour destruction |       |